# Boucle d'eau tempérée

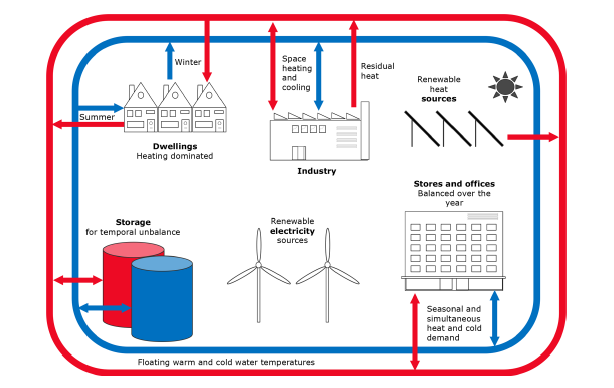
Représentation circulaire d'un système 5GDHC. Le réseau est équilibré tout au long de l'année, les flux de retour chauds provenant de la fourniture de froid et les flux de retour froids provenant de la fourniture de chauffage couvrant la plus grande partie possible de la demande. Toute demande résiduelle de chaleur ou de froid est satisfaite à l'aide de sources renouvelables.

Une boucle d'eau tempérée est un procédé technique utilisé dans le chauffage et la climatisation d'un groupe de bâtiments. Son principe consiste d'une part à utiliser le réseau primaire à température ambiante pour minimiser les pertes, et d'autre part à mutualiser les besoins en chaleur et en refroidissement de chaque bâtiment afin d'optimiser la consommation globale du groupe.

## Historique
La boucle d'eau tempérée est un processus assez tardivement mis en œuvre. Ainsi, ce n'est qu'en 2017 que l'ADEME publie un avis technique sur cette technologie. À cette date, cette technologie est soutenue par le fonds « Nouvelles technologies émergentes ». Mais, en janvier 2019, la technologie est jugée assez mature pour être prise en charge par le fonds « chaleur ». L'intérêt que cette technologie suscite notamment dans les gros projets de bâtiments neufs ou réhabilités amène un succès assez rapide, avec un déploiement sur plusieurs chantiers, notamment en France.

## Principe
La boucle d'eau tempérée, comme son nom l'indique, consiste en une circulation d'eau à température assez basse (10 °C à 25 °C). Les calories permettant d'atteindre cette température peuvent être d'origine géothermique, par forage, soit puisées sur l'eau de mer superficielle, soit encore d'origine anthropique (récupération de chaleur fatale industrielle ou d'incinération des ordures ménagères),.
Contrairement à de nombreux projets classiques, la chaleur n'y est pas utilisée directement (on parle d'un système décentralisé) : la boucle d'eau tempérée sert de fluide primaire à des pompes à chaleur qui amènent les circuits secondaires (ceux situés à l'intérieur des bâtiments) à la température voulue pour le chauffage et éventuellement la production d'eau chaude sanitaire. Après passage dans la pompe à chaleur, la température de la boucle d'eau tempérée est abaissée ; mais cette eau plus froide est également utilisée comme fluide primaire pour des pompes à chaleur effectuant de la climatisation (notamment pour des centre de données, ou plus généralement des bâtiments tertiaires ayant des besoins en climatisation), qui élèvent la température de la boucle,.
Un des gros avantages de ce système est qu'il n'est plus nécessaire de calorifuger les conduites de la boucle d'eau tempérée, qui sont sensiblement à la même température que le sol dans lequel elles sont enterrées, d'où une importante économie. Le rendement est également plus haut (il est proche de 100 % quand celui d'un réseau de chaleur à haute température dépasse rarement 85 %). Enfin, la décentralisation de la production de chaleur permet d'adapter la température de chaque réseau secondaire là où une boucle primaire chaude impose un seul régime de température.

## Utilisation du réseau de distribution d'eau (ou d'eau de refroidissement)
Les réseaux d'adduction d'eau, parce qu'il sont enterrés et en raison de la quantité d'eau qu'ils transportent, ont un potentiel thermique élevé, mais très peu utilisé (sauf dans quelques cas de réseaux de chaleur urbains) en raison de la difficulté d'optimisation des équipements en fonction des phénomènes de variabilité temporelle (du flux et des besoins en calories ou frigories des consommateurs. L'entropie du système est un paramètre important : l'entropie est ici une mesure de la quantité de désordre ou de chaos de ce système. Dans le contexte des systèmes de chauffage et/ou de climatisation, l'entropie influe sur l'efficacité énergétique : un système avec peu d'entropie est plus ordonné et transfère alors les calories ou frigories avec une meilleure efficacité énergétique.
Hypolite Gautier a évalué dans sa thèse en 2021 l'énergie thermique disponible d'un tel réseau, à partir d'une modélisation de l'évolution annuelle de la température et du débit dans le réseau (les paramètres qui déterminent la quantité de chaleur que l'on peut échanger avec le réseau d'eau), puis il a calculé l'influence sur la température de l'eau de l'ajout de plusieurs échanges de chaleur sur ce réseau d'adduction. Il a ensuite proposé des moyens d'optimiser le dimensionnement et l'emplacement des échangeurs thermiques en régime dynamique en cherchant à minimiser la création d'entropie dans l'échangeur entre le réseau d'eau et les usagers (entropie, due à la différence de température et aux pertes de charge dans l'échangeur). Les profils de consommation doivent idéalement être connus à l'avance pour le chauffage ou la climatisation. 
Dans le cas de l'utilisation d'eau de refroidissement d'un centre de données le gain d'entropie est important si une taille optimale de l'échangeur de chaleur est choisie. Selon ce travail, dans le cas d'un réseau de distribution d'eau brute connecté à une pompe à chaleur réversible, un gain élevé peut être obtenu (par rapport à une pompe à chaleur à air).